# Europeiska musikåret 1985
Europeiska musikåret 1985 ville med olika manifestationer fira 300-årsminnet av tre kompositörers födelse: Bach, Händel och Domenico Scarlatti.
Det Europeiska musikåret 1985 initierades av Europaparlamentet och Europarådet och kom att inom en budget på femhundra miljoner francs finansiera fler än sextusen projekt.